# 17543 Sosva
17543 Sosva è un asteroide della fascia principale. Scoperto nel 1993, presenta un'orbita caratterizzata da un semiasse maggiore pari a 3,2317697 UA e da un'eccentricità di 0,1109445, inclinata di 17,98064° rispetto all'eclittica.